# Провинција Оки
Оки (јап. 隠岐国) је једна од 66 историјских провинција Јапана, која је постојала од почетка 8. века (закон Таихо из 703. године) до Мејџи реформи у другој половини 19. века. Оки се налазио на истоименом архипелагу у Јапанском мору.
Царским декретом од 29. августа 1871. све постојеће провинције замењене су префектурама. Територија Окија припада данашњој префектури Шимане.

## Географија
Оки је архипелаг у Јапанском мору, северно од провинција Хоки и Изумо.